# Georges Louis Humbert
Georges Louis Humbert, francoski general, * 1862, † 1921.